# A Series of Sneaks
A Series of Sneaks é o segundo álbum de estúdio da banda Spoon. Foi lançado em 1998 pela Elektra, depois relançado com as faixas do single The Agony of Laffitte, adicionadas em 2002 pela Merge Records.

## Produção
Depois que a Matador Records lançou o EP Soft Effects em janeiro de 1997, Spoon começou a trabalhar em seu segundo álbum. A banda teve a opção de lançar outro disco pela Matador, no entanto, em meados de 1997, o cantor Britt Daniel estava pensando em deixar a gravadora, pois sentiu que a gravadora indie via o som de Spoon como muito comercial. No outono de 1997, eles concordaram em ingressar na gravadora major Elektra Records, assinando oficialmente em fevereiro de 1998, uma vez que o novo álbum estivesse concluído. Josh Zarbo, que se juntou como baixista quando o trabalho no álbum estava ocorrendo em 1997, mais tarde apontou que quase tudo havia sido gravado antes do acordo com a Elektra no final de 1997.

## Composição
As músicas do álbum foram comparadas com as de Pixies, Wire, Pavement, Archers of Loaf, Gang of Four, Robert Pollard e The Fall. Chris Morgan, do Treble, escreveu que, apesar de "muitas das músicas deste álbum (sendo) de dois a três minutos ou menos, (com) algumas sendo interlúdios ambientais entre músicas reais [...] Spoon lembra ao ouvinte que curto não significa necessariamente incompleto ou preguiçoso", descrevendo-os como "um casamento meticuloso de guitarras geladas, mas melódicas, baixo e bateria rígidos e vocais assertivos de Daniel." Para Mark Abraham, da Cokemachineglow, "muito da beleza e tensão vem da maneira incrivelmente interessante de Spoon brincar com o ritmo".

## Lançamento
Através da Elektra a banda lançou A Series of Sneaks em abril de 1998. O álbum não vendeu tão bem quanto a gravadora esperava e, em janeiro de 1999, já era um lançamento esgotado. Sobre a falta de sucesso do disco, Britt Daniel comentou em 2019: "Lembro que vendemos 1.200 cópias de Girls Can Tell na primeira semana, o que foi quase tanto quanto vendemos de todos as cópias de A Series of Sneaks ".
A relação de Spoon com a Elektra foi tensa desde o início. Embora Ron Laffitte, vice-presidente da Elektra e representante de A&R, tenha perseguido Spoon por mais de um ano, a banda disse que ele se tornou menos receptivo mesmo antes de assinarem em fevereiro de 1998, continuando nos meses anteriores ao lançamento do disco. Britt Daniel descreveu Laffitte antes e depois da assinatura da banda como sendo duas pessoas diferentes. Laffitte foi demitido da Elektra nos meses seguintes a A Series of Sneaks, e Spoon foi retirado da gravadora quatro meses após o lançamento. Insatisfeito com Laffitte, que havia prometido ficar com a banda, Spoon gravou um conceito vingativo de duas músicas intitulado "The Agony of Laffitte", que foi lançado pela Saddle Creek Records. Eles lamentaram sua experiência com o executivo de negócios da música e questionaram suas motivações com as músicas "The Agony of Laffitte" e "Laffitte Don't Fail Me Now".

## Recepção
| Críticas profissionais | Críticas profissionais |
| Avaliações da crítica  | Avaliações da crítica  |
| Fonte                  | Avaliação              |
| ---------------------- | ---------------------- |
| Allmusic               | [ 12 ]                 |
| The Austin Chronicle   | [ 13 ]                 |
| Pitchfork              | 9,4/10                 |
| Stylus Magazine        | A                      |

A Series of Sneaks foi recebido positivamente pela crítica após o lançamento, com as músicas sendo elogiadas pela crítica por sua brevidade, letras inteligentes e abundância de ganchos cativantes. Nick Mirov da Pitchfork o chamou de "um dos álbuns mais cativantes do ano".
Revendo sua reedição de 2002, David Peisner da Rolling Stone escreveu que o álbum "não perdeu nenhuma mordida". Michael Chamy, do The Austin Chronicle, chamou-o de uma das "grandes conquistas do final dos anos noventa".

## Legado
O álbum também passou a ser incluído em várias listas. Magnet classificou-o em #29 em sua lista "Top 60 Albuns, 1993-2003". A Pitchfork Media classificou o álbum em #54 em sua lista original "Top 100 Favorite Records of the 1990s", embora mais tarde tenha sido excluído da lista atualizada. A revista Treble classificou o álbum como o 9º melhor da década.
Chris Deville, do Stereogum, achou o álbum "divertido e emocionante", chamando-o de "mais subestimado" e lamentando sua falta de sucesso. A mesma revista iria classificá-lo como o 5º melhor álbum do Spoon. Bryan Sanchez, do Delusions of Adequacy, chama o álbum (em relação ao resto de sua discografia) de "mudança de jogo que sempre é esquecido porque não é desta década, porque é áspero nas bordas e porque é provavelmente o mais ousado - todas as razões por que pode ser o melhor deles", afirmando que "tem tudo que qualquer fã de música poderia amar". Mark Abraham, do Cokemachineglow, escreveu que, embora o álbum "(não seja) alguma obra-prima esquecida que ficaria no alto de uma floresta, incluindo Loveless, OK Computer ou Nevermind [...] Suas raízes, no entanto, espalharam-se por todo o solo que carregava essas mesmas árvores, alimentando-se de sua energia e produzindo uma joia de um álbum de indie rock."

## Lista de faixas
| N.º            | Título                        | Duração |  |
| 1.             | "Utilitarian"                 | 1:51    |  |
| 2.             | "The Minor Tough"             | 2:43    |  |
| 3.             | "The Guestlist/The Execution" | 2:03    |  |
| 4.             | "Reservations"                | 2:36    |  |
| 5.             | "30 Gallon Tank"              | 4:00    |  |
| 6.             | "Car Radio"                   | 1:30    |  |
| 7.             | "Metal Detektor"              | 3:39    |  |
| 8.             | "June's Foreign Spell"        | 3:00    |  |
| 9.             | "Chloroform"                  | 1:10    |  |
| 10.            | "Metal School"                | 2:54    |  |
| 11.            | "Staring at the Board"        | 0:54    |  |
| 12.            | "No You're Not"               | 1:43    |  |
| 13.            | "Quincy Punk Episode"         | 2:17    |  |
| 14.            | "Advance Cassette"            | 2:54    |  |
| Duração total: | Duração total:                | 33:14   |  |

Faixas bônus no Reino Unido
| N.º            | Título                   | Duração |  |
| 15.            | "Revenge!"               | 2:38    |  |
| 16.            | "Shake It Off"           | 2:44    |  |
| 17.            | "I Could Be Underground" | 2:06    |  |
| Duração total: | Duração total:           | 40:42   |  |

Faixas bônus do relançamento
| N.º            | Título                       | Duração |  |
| 15.            | "Laffitte Don't Fail Me Now" | 3:45    |  |
| 16.            | "The Agony of Laffitte"      | 3:27    |  |
| Duração total: | Duração total:               | 40:26   |  |

## Integrantes
- Britt Daniel - vocais, guitarra
- Joshua Zarbo - baixo
- Jim Eno - bateria